# Вірджинія Демон-Бретон
Вірджинія Демон-Бретон (фр. Virginie Demont-Breton; 26 липня 1859, Куррієр, департамент Па-де-Кале, Франція — 10 січня 1935, Париж) — французька академічна художниця, представниця реалізму. 

## Біографія

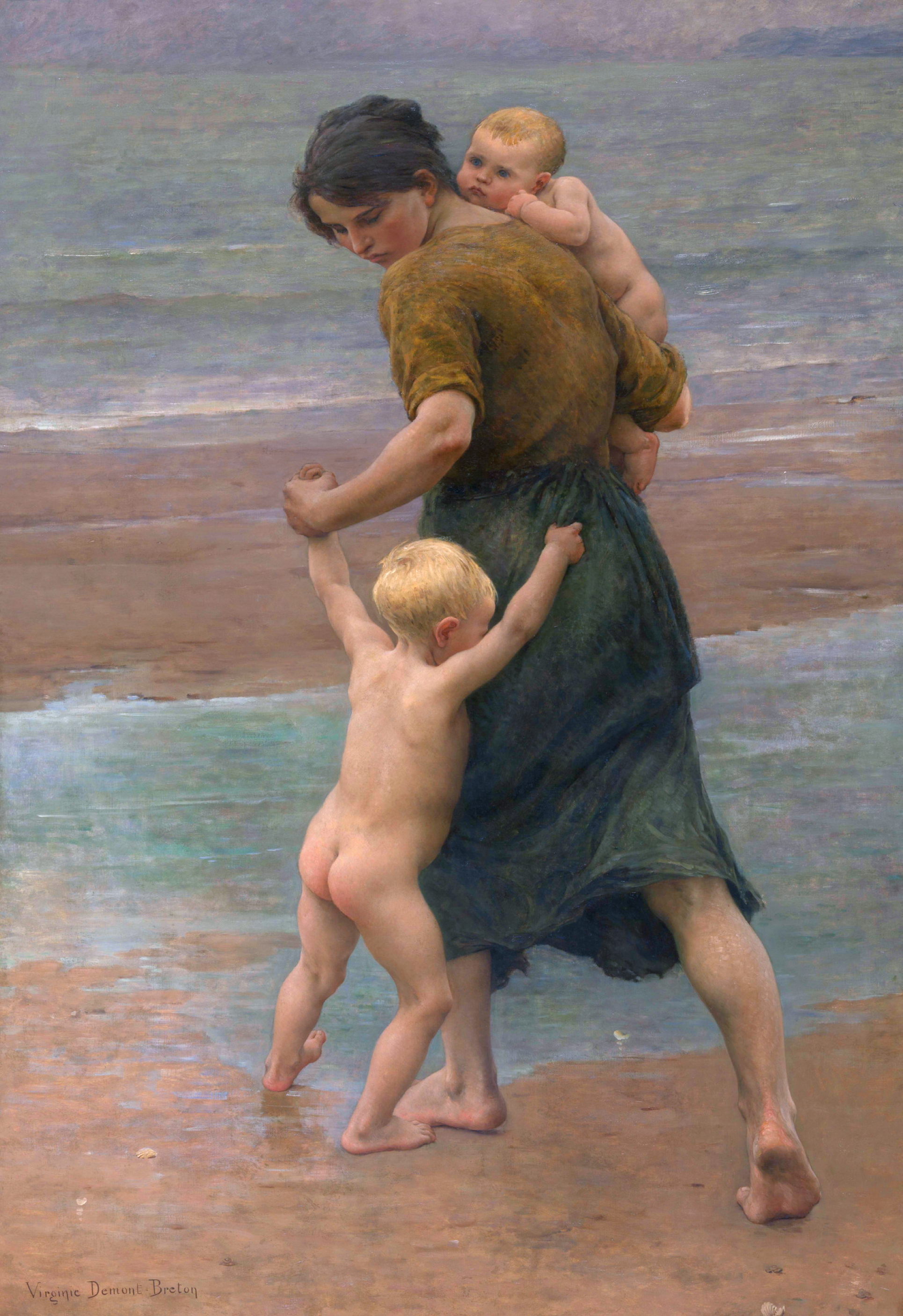
У воду. 1898

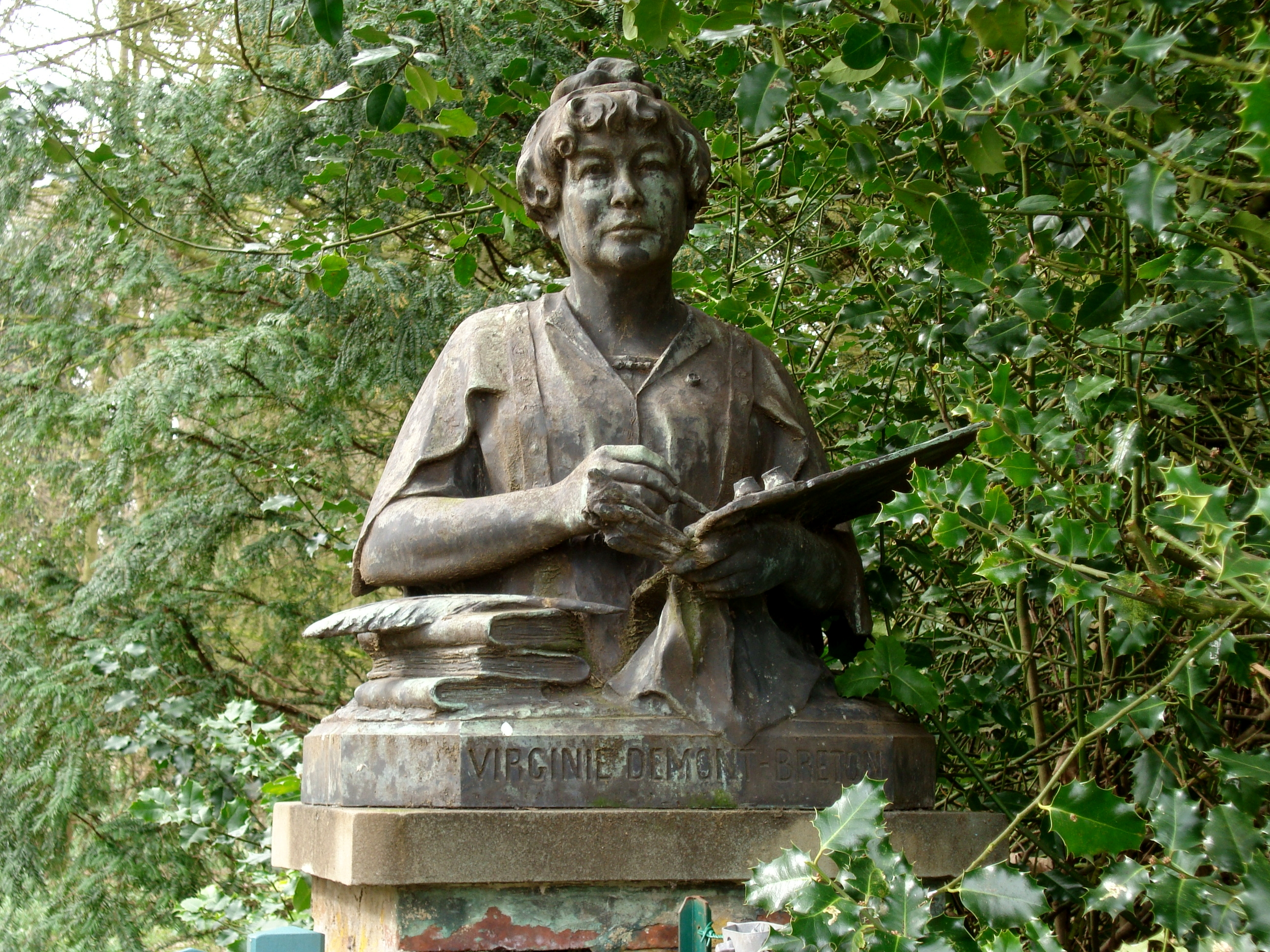
Бюст Вірджинії Демон-Бретон в Віссані

Народилася в сім'ї художника Жюля Бретона. Племінниця художника Еміля Бретона (1831—1902). Перші уроки живопису отримала у батька. 
Творчу діяльність розпочала в ранньому віці. У 1879 році вперше виставила свої роботи в Парижі. У 1883 році була нагороджена золотою медаллю на Міжнародній колоніально-експортній виставці (нідер. Internationale Koloniale en Uitvoerhandel Tentoonstelling) в Амстердамі. Свої картини виставляла в Паризькому салоні. 
У 1880 році вийшла заміж за художника Адріена Демона. 
У 1890 році оселилася з чоловіком в невеликому селі Віссан, на Côte d'Opale, французькому узбережжі Ла-Маншу і Північного моря, де в наступному році за проєктом бельгійського архітектора Едмона де Віньє побудували віллу Typhonium. У 1985 році ця вілла була включена в список історичних пам'яток Франції. 
У 1895–1901 роках Вірджинія Демон-Бретон була президентом Союзу художниць і жінок-скульпторів (l'Union des femmes peintres et sculpteurs), членом якого вона була з 1883 року. Під головуванням Демон-Бретон і за сприяння засновниці Союзу Елен Берто асоціація домоглася серйозних успіхів — з 1897 року жінок почали приймати в «Школу витончених мистецтв». Відтепер студентки-художниці отримали можливість не тільки вивчати живопис в академічній обстановці, але і використовувати раніше недоступні для них можливості, такі як робота з оголеними моделями. Крім того, жінки-художниці отримали право боротися за престижну Римську премію. 
Вірджинія Демон-Бретон була членкинею делегації французьких жінок-художниць, представленої на Всесвітній виставці 1893 року в Чикаго. 
У 1894 році була нагороджена Орденом Почесного легіону. У 1913 році обрана членом Королівської академії витончених мистецтв (Антверпен). 
Роботи художниці нині зберігаються в художніх музеях Арраса, Амстердама, Дуе, Лілля, Лувру. 

## «Чоловік в морі»,Вінсент Ван Гог
На Салоні 1889 року Вірджинія Демон-Бретон виставила свою картину L'Homme est en mer. Кілька місяців по тому Вінсент Ван Гог, перебуваючи в лікарні для душевнохворих Сен-Поль в Сен-Ремі-де-Прованс, виконав копію цієї картини з гравюри. 

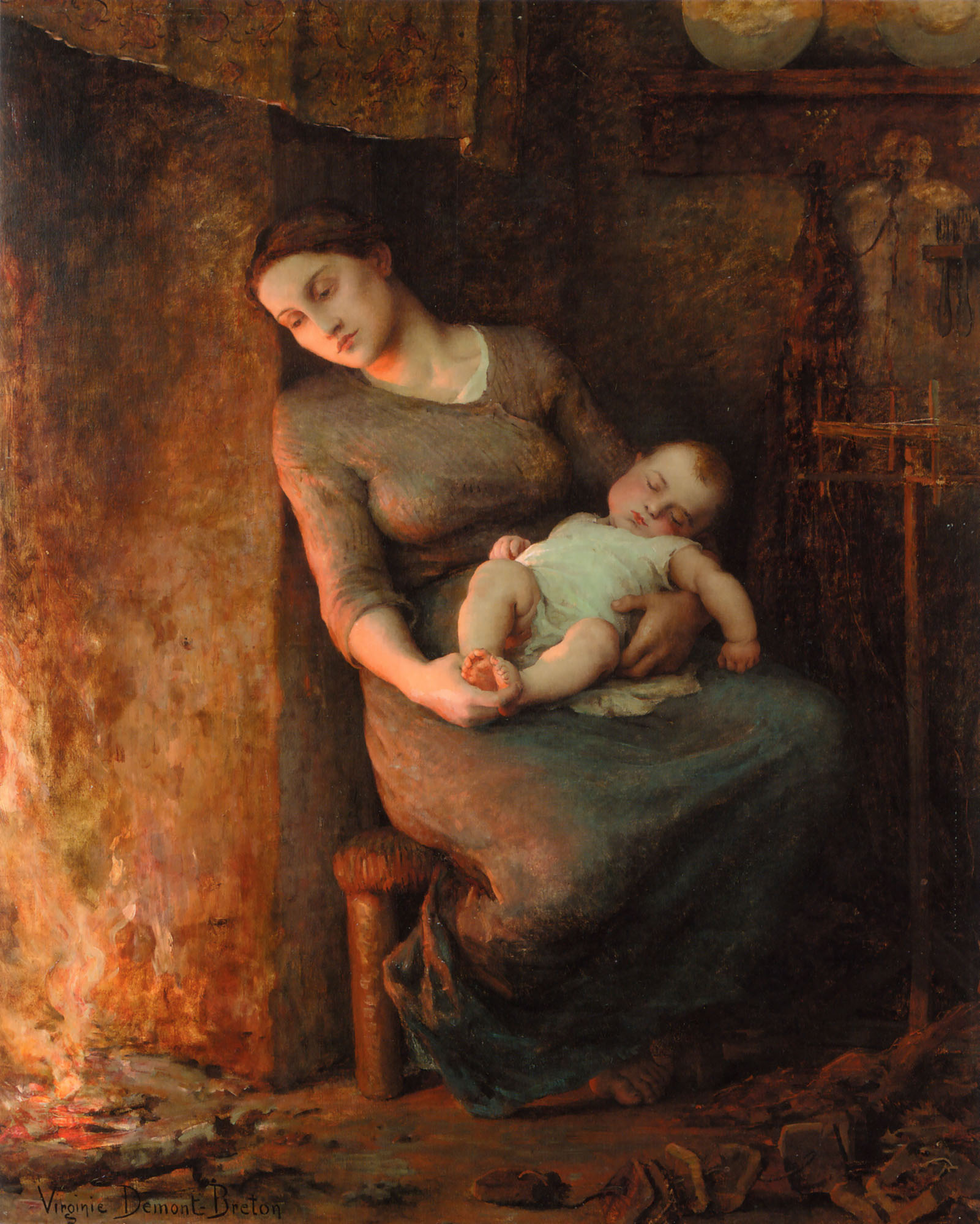
Віржіні Демон-Бретон. «Чоловік в морі» (1889), місцезнаходження невідоме
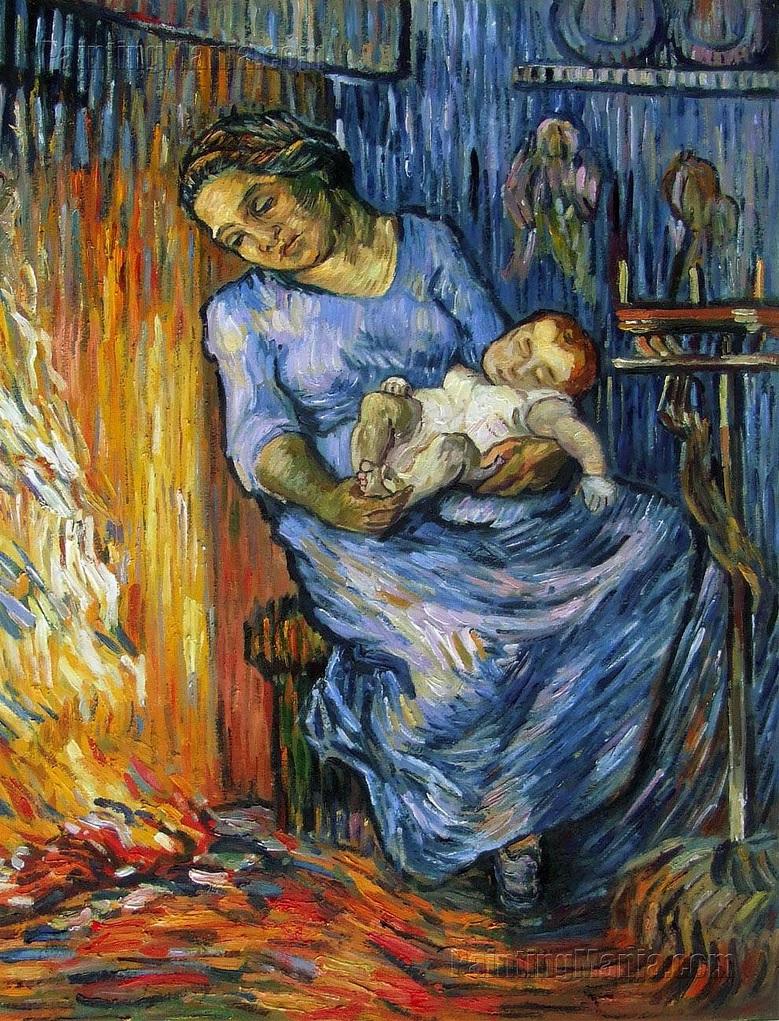
Вінсент Ван Гог. «Чоловік в морі» (1889), приватне зібрання

## Вибрані картини

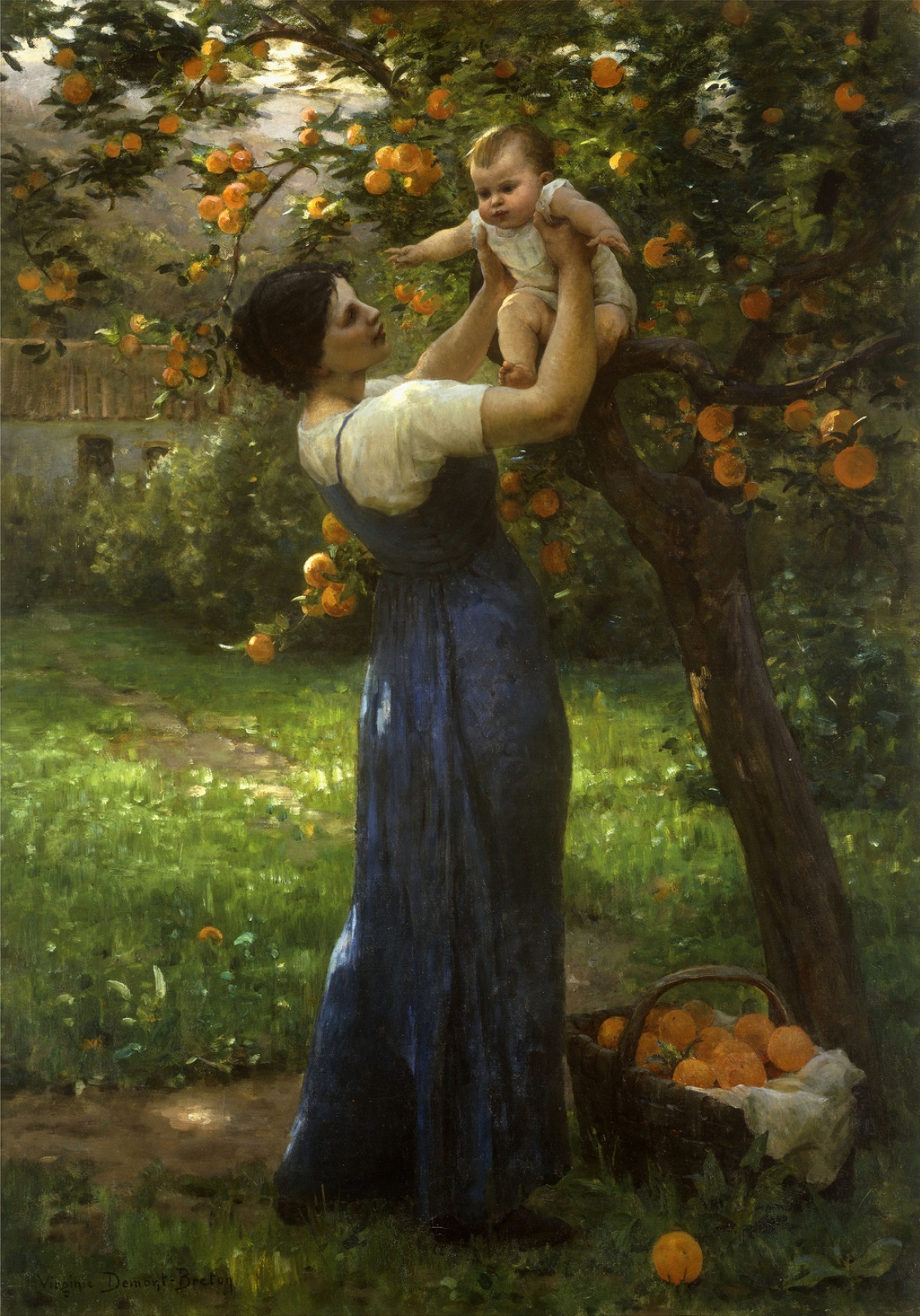
Мати з дитиною біля апельсинового дерева
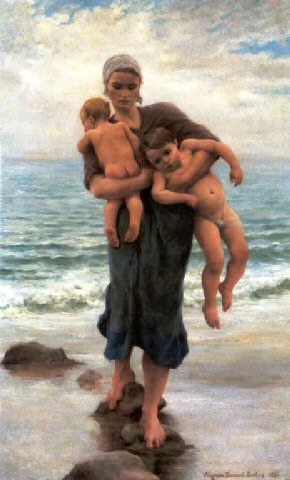
Дружина рибалки
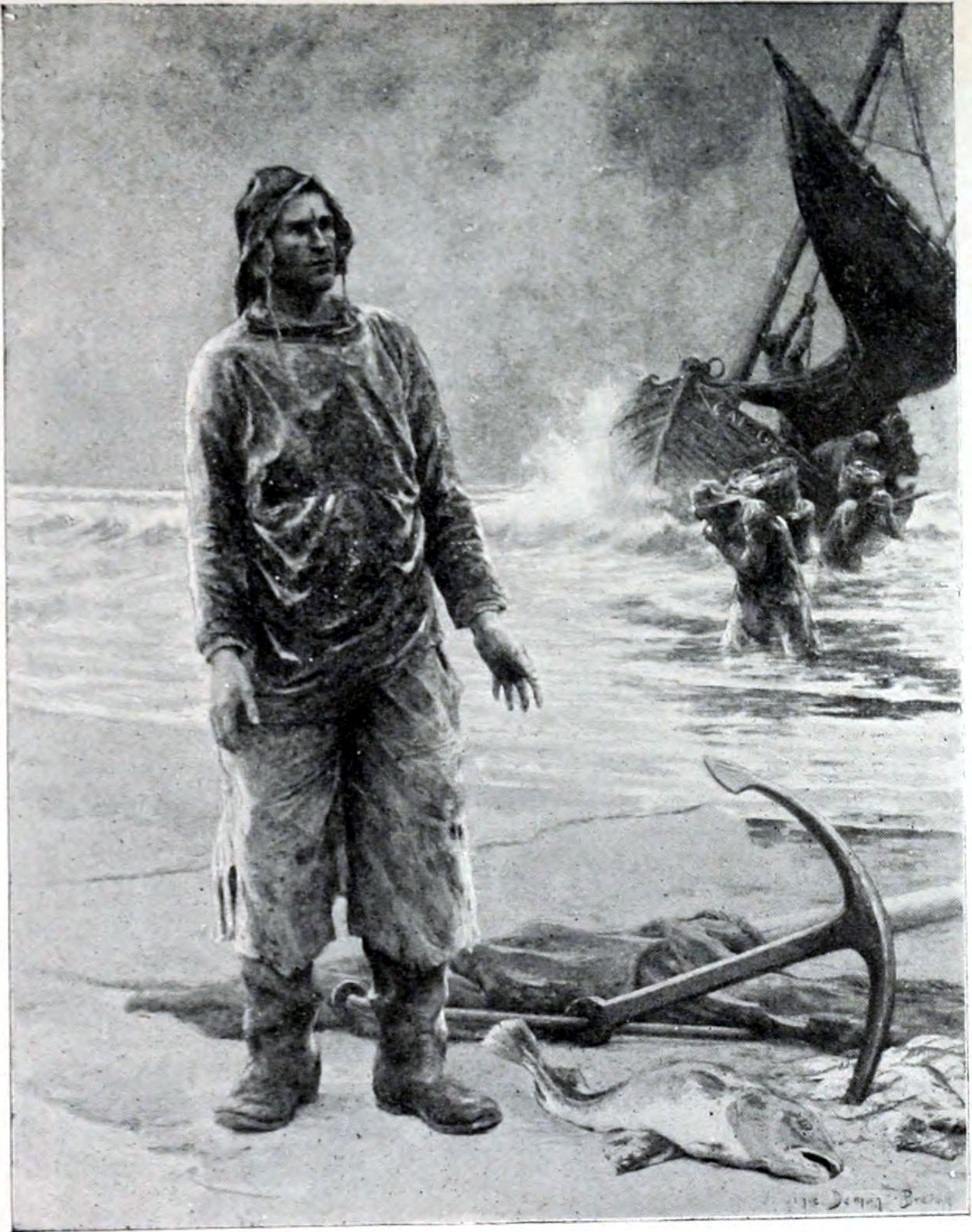
Люди моря (1898)
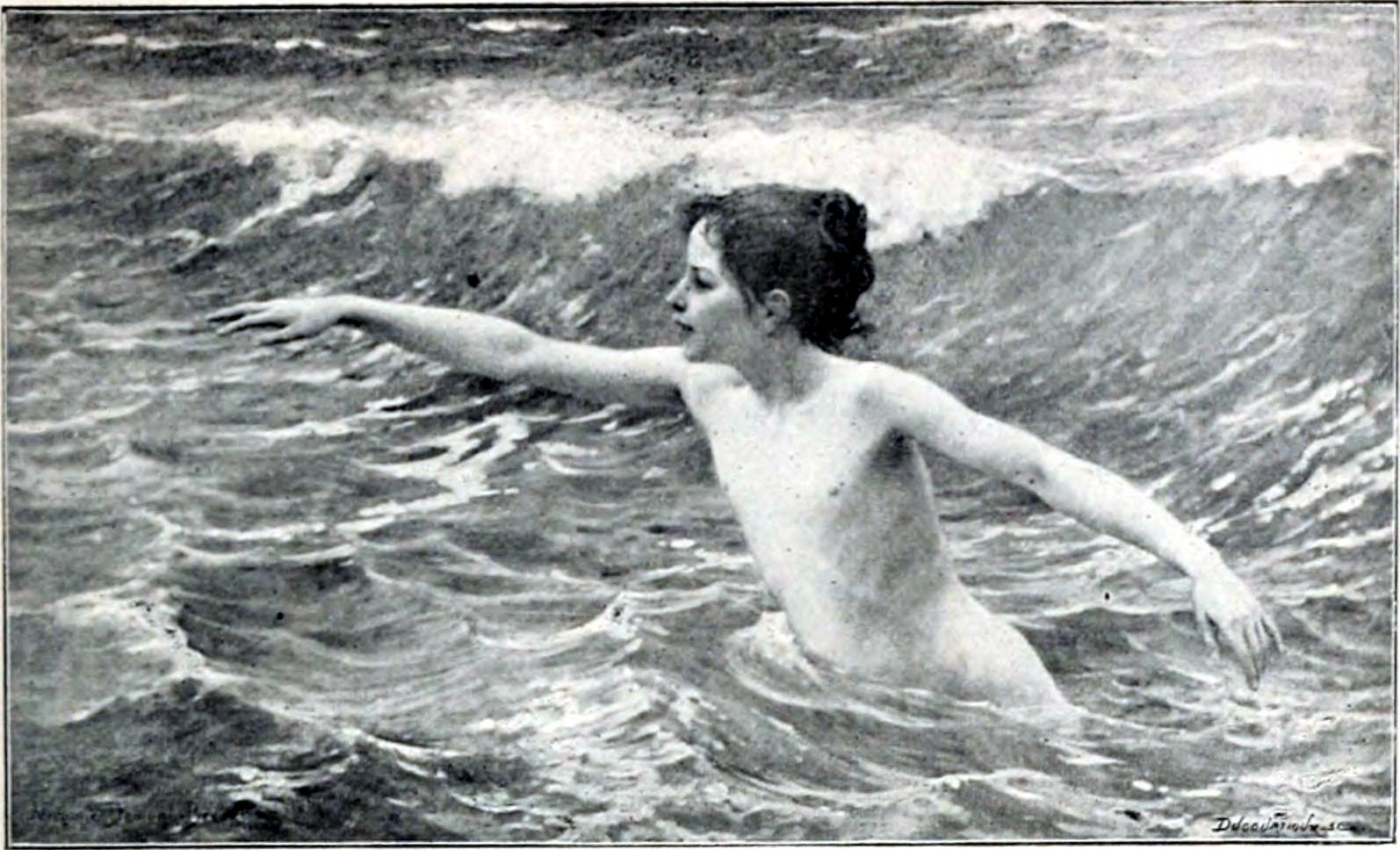
В прозорій воді (1898)
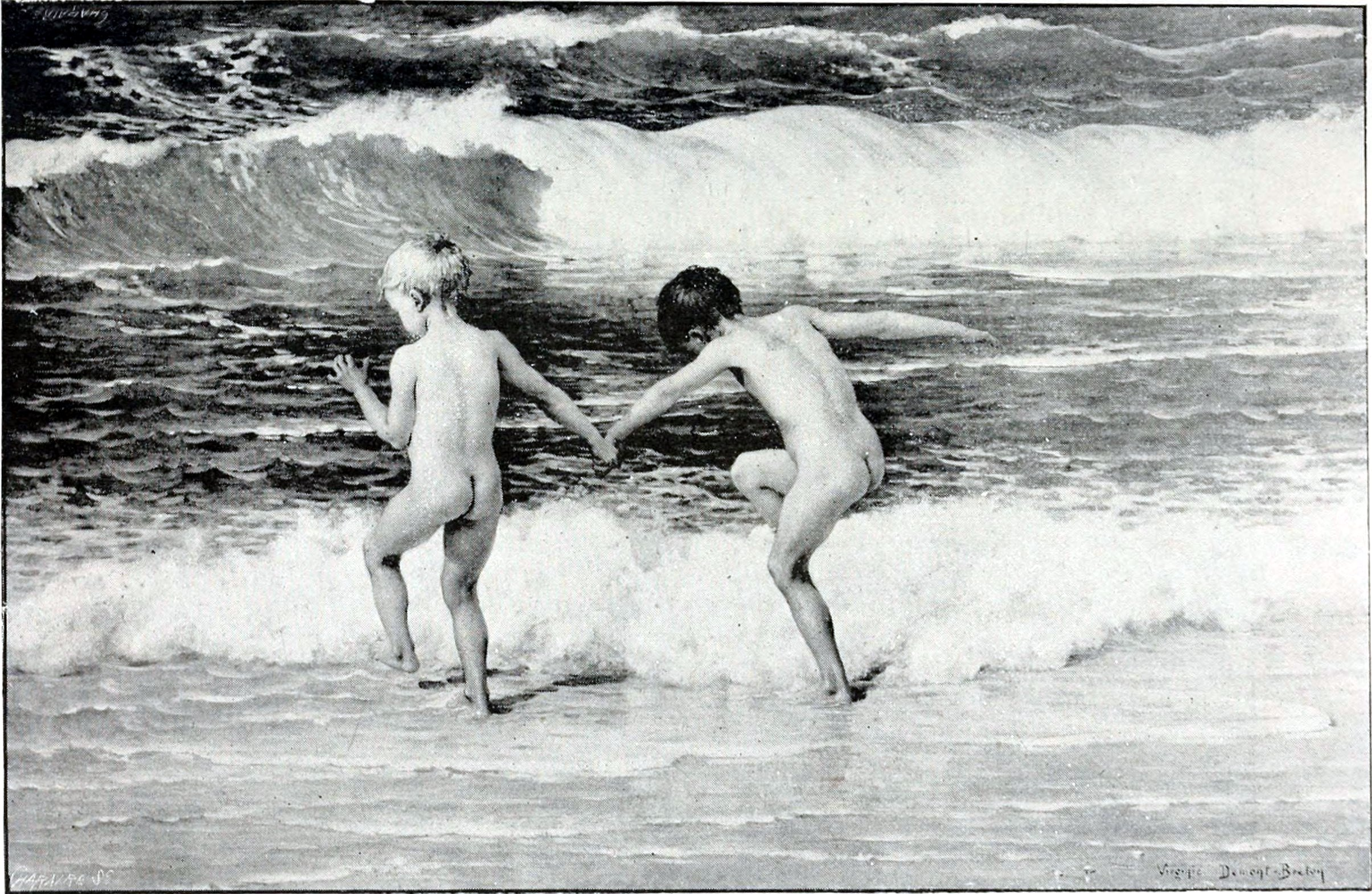
Перші бризки, перші тремтіння (1900)
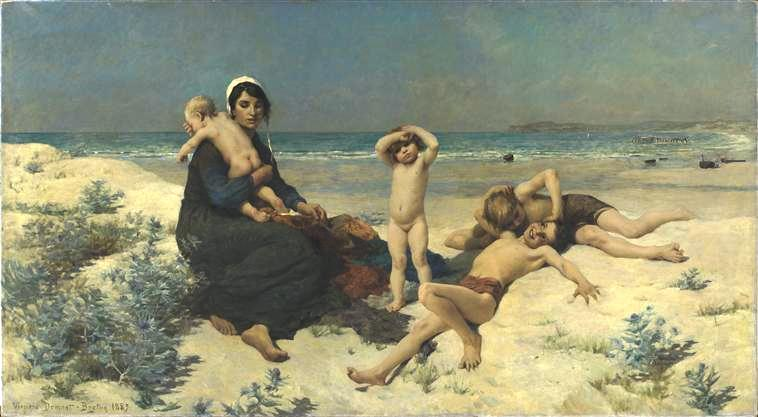
На пляжі